# کلبی کایلات
کلبی ماری کلِی (به انگلیسی: Colbie Marie Caillat) (زادهٔ ۲۸ می۱۹۸۵) خواننده، ترانه سرا و گیتاریست سبک پاپ اهل آمریکا است. او خودش را با آلبوم کوکو در سال ۲۰۰۷ میلادی معرفی کرد، که شامل تک‌آهنگ‌های "Bubbly"، "Realize" و "The Little Things" بود. در سال ۲۰۰۸ میلادی، او کاری را با نام "Lucky" به صورت دو نفره با جیسون مراز ضبط کرد که موفق به کسب جایزه گرمی شد. کایلات دومین آلبوم خود را به نام Breakthrough در اوت ۲۰۰۹ منتشر کرد. این آلبوم وی نامزد بخش بهترین آلبوم صوتی جایزه گرمی شد. او همچنین بخشی از گروهی بود که برنده بهترین آلبوم سال برای خواننده‌های پس زمینه و نوشتن بر روی آهنگ بی‌باک تیلور سویفت شد. او تا کنون بالای ۶ میلیون نسخه از آلبوم خود را در سرتاسر جهان و بیش از ۱۰ میلیون تک‌آهنگ را فروخته‌است.

## فعالیت‌های شغلی
اولین تک‌آهنگ او به نام "Bubbly" در مقام #۵ لیست Hot 100 و #۲ لیست Pop 100 بیلبورد (مجله) قرار گرفت.

## آلبوم شناسی
- Coco (2007)
- Breakthrough (2009)
- All of You (2011)

## جوایز
جایزه گرمی سالانه توسط آکادمی ملی علوم و هنرهای ضبط به دستاوردهای برجسته در تولید موسیقی تعلق می‌گیرد. کلِی تا به دو جایزه از پنج نامزدی را، از جمله جایزه گرمی برای بهترین آلبوم سال (به عنوان هنرمند برجسته)، به دست آورده است.
| سال  | نامزدی / اثر                                | جایزه                                   | نتیجه    |
| ---- | ------------------------------------------- | --------------------------------------- | -------- |
| ۲۰۱۰ | بی‌باک (به عنوان هنرمند برجسته تیلور سوئیفت) | بهترین آلبوم سال                        | برنده    |
| ۲۰۱۰ | خوش‌شانس (با جیسون مراز)                     | بهترین کار مشترک پاپ به همراه آواز      | برنده    |
| ۲۰۱۰ | نفس بکش (با تیلور سوئیفت)                   | بهترین کار مشترک پاپ به همراه آواز      | نامزدشده |
| ۲۰۱۰ | Breakthrough                                | بهترین آلبوم صوتی پاپ                   | نامزدشده |
| ۲۰۱۴ | "We Both Know"                              | بهترین آهنگ نوشته شده برای رسانهٔ تصویری | نامزدشده |

### دیگر جوایز
| سال  | نتیجه    | جایزه                  | رده                          | موضوع نامزد دریافت جایزه |
| ---- | -------- | ---------------------- | ---------------------------- | ------------------------ |
| ۲۰۰۸ | نامزدشده | جایزه موسیقی آمریکا    | T-Mobile Breakthrough Artist | به‌طور کلی                |
| ۲۰۰۸ | نامزدشده | جوایز برگزیده نوجوانان | Choice Breakthrough Artist   | به‌طور کلی                |
| ۲۰۰۸ | نامزدشده | جوایز برگزیده نوجوانان | Choice Love Song             | "Bubbly"                 |
| ۲۰۰۸ | برنده    | جایزه موسیقی بیلبورد   | Rising Star                  | به‌طور کلی                |
| ۲۰۰۹ | برنده    | BMI Pop Awards         | ترانه‌سرای سال                | کلبی کایلات              |
| ۲۰۰۹ | برنده    | BMI Pop Awards         | آهنگ سال                     | "Bubbly"                 |
| ۲۰۰۹ | نامزدشده | جوایز برگزیده نوجوانان | Choice Music: Hook Up        | "Lucky"                  |
| ۲۰۱۰ | نامزدشده | جایزه برگزیده مردم     | Favorite Music Collaboration | "Lucky"                  |